# Lover, Let Me Go
Lover, Let Me Go er en dansk kortfilm fra 2012 instrueret af Elisa Kragerup.

## Medvirkende
- Thomas Bang
- Ene Øster Bendtsen
- Mette Døssing